# Canton de Sarcelles
Le canton de Sarcelles est une circonscription électorale française du département du Val-d'Oise recréée par le décret du 17 février 2014. Elle tient lieu de circonscription d'élection des conseillers départementaux et entre en vigueur lors des élections départementales de 2015.

## Histoire
Le canton de Sarcelles est créé en 1967. Il est scindé en 1976 entre les cantons de Sarcelles-Est et Sarcelles-Saint-Brice.
Voir :
Canton de Sarcelles-Nord-Est
et
Canton de Sarcelles-Sud-Ouest.
Un nouveau découpage territorial du Val-d'Oise entre en vigueur à l'occasion des premières élections départementales suivant le décret du 17 février 2014. Les conseillers départementaux sont, à compter de ces élections, élus au scrutin majoritaire binominal mixte. Les électeurs de chaque canton élisent au Conseil départemental, nouvelle appellation du Conseil général, deux membres de sexe différent, qui se présentent en binôme de candidats. Les conseillers départementaux sont élus pour 6 ans au scrutin binominal majoritaire à deux tours, l'accès au second tour nécessitant 12,5 % des inscrits au 1er tour. En outre la totalité des conseillers départementaux est renouvelée. Ce nouveau mode de scrutin nécessite un redécoupage des cantons dont le nombre est divisé par deux avec arrondi à l'unité impaire supérieure si ce nombre n'est pas entier impair, assorti de conditions de seuils minimaux. Dans le Val-d'Oise, le nombre de cantons passe ainsi de 39 à 21.
Le nouveau canton de Sarcelles est formé de la commune de Sarcelles. Il est entièrement inclus dans l'arrondissement de Sarcelles. Le bureau centralisateur est situé à Sarcelles.

## Représentation

### Représentation avant 2015
| Période | Période | Identité                   | Étiquette | Qualité                                                   |
| ------- | ------- | -------------------------- | --------- | --------------------------------------------------------- |
| 1967    | 1977    | Michel Briand (1931-1977), | PCF       | Instituteur Maire-adjoint de Sarcelles Décédé en fonction |

### Représentation depuis 2015
| Période élective | Période élective | Mandat | Mandat   | Identité               | Nuance | Nuance | Qualité |
| ---------------- | ---------------- | ------ | -------- | ---------------------- | ------ | ------ | --- |
| 2015             | 2021             | 2015   | 2021     | Youri Mazou-Sacko      |        | PS     | Dirigeant d'entreprise Ancien conseiller général du Canton de Sarcelles-Nord-Est (2008-2015) Adjoint au maire de Sarcelles |
| 2015             | 2021             | 2015   | 2021     | Deborah Israel-Sebbagh |        | PS     | Employée Conseillère municipale déléguée de Sarcelles                                                                      |
| 2021             | 2028             | 2021   | en cours | Patrick Haddad         |        | PS     | Maire de Sarcelles (2018 → ) Vice-président de la CA Roissy Pays de France (2020 → )                                       |
| 2021             | 2028             | 2021   | en cours | Déborah Israel         |        | PS     | Conseillère municipale déléguée de Sarcelles                                                                               |

### Résultats détaillés

#### Élections de mars 2015
À l'issue du 1er tour des élections départementales de 2015, deux binômes sont en ballottage : Youri Mazou-Sacko et Deborah Sebbagh (PS, 39,78 %) et Daniel Cousin et Simone Pannier (FN, 16,91 %). Le taux de participation est de 29,94 % (8 361 votants sur 27 928 inscrits) contre 40,49 % au niveau départemental et 50,17 % au niveau national.
Au second tour, Youri Mazou-Sacko et Deborah Sebbagh (PS) sont élus avec 72,87 % des suffrages exprimés et un taux de participation de 30,27 % (5 722 voix pour 8 453 votants et 27 928 inscrits).

#### Élections de juin 2021
Le premier tour des élections départementales de 2021 est marqué par un très faible taux de participation (33,26 % au niveau national). Dans le canton de Sarcelles, ce taux de participation est de 17,56 % (4 928 votants sur 28 057 inscrits) contre 26,57 % au niveau départemental. À l'issue de ce premier tour, deux binômes sont en ballottage : Patrick Haddad et Déborah Israel (PS, 63,51 %) et Roumana Mouhamad et Aristote Zola (binôme écologiste, 15,23 %),.
Le second tour des élections est marqué une nouvelle fois par une abstention massive équivalente au premier tour. Les taux de participation sont de 34,36 % au niveau national, 28,57 % dans le département et 19,53 % dans le canton de Sarcelles. Patrick Haddad et Déborah Israel (PS) sont élus avec 74,1 % des suffrages exprimés (3 739 voix pour 5 483 votants et 28 069 inscrits),,,.

## Composition

### Composition avant 2015
Le canton comprenait la commune de Sarcelles.

### Composition depuis 2015
Le canton de Sarcelles comprend une commune entière.
| Nom                               | Code Insee | Intercommunalité         | Superficie (km2) | Population (dernière pop. légale) | Densité (hab./km2) | Modifier                                    |
| --------------------------------- | ---------- | ------------------------ | ---------------- | --------------------------------- | ------------------ | ------------------------------------------- |
| Sarcelles (bureau centralisateur) | 95585      | CA Roissy Pays de France | 8,45             | 58 576 (2022)                     | 6 932              | modifier les données · modifier les données |
| Canton de Sarcelles               | 9518       |                          |                  | 58 576 (2022)                     |                    | modifier les données                        |

## Démographie
En 2022, le canton comptait 58 576 habitants, en évolution de +1,38 % par rapport à 2016 (Val-d'Oise : +4 %, France hors Mayotte : +2,11 %).
| 2013   | 2018   | 2022   |
| ------ | ------ | ------ |
| 57 533 | 58 811 | 58 576 |